# Tugu Rejo (Kaba Wetan)
Tugu Rejo is een bestuurslaag in het regentschap Kepahiang van de provincie Bengkulu, Indonesië. Tugu Rejo telt 1168 inwoners (volkstelling 2010).